# متال گیر طلوع: انتقام دوباره
متال گیر طلوع: انتقام دوباره (به ژاپنی: メタルギア ライジング リベンジェンス ,Metaru Gia Raijingu: Ribenjensu) یک بازی ویدئویی به سبک اکشن-ماجراجویی از مجموعه بازی‌های متال گیر است که ابتدا قرار بود توسط هیدئو کوجیما ساخته شود ولی در نهایت توسط پلاتینیوم گیمز توسعه یافت و شرکت بازی‌سازی کونامی آن را منتشر کرد. متال گیر طلوع: انتقام دوباره نهمین بخش در تمام سری متال گیر به‌شمار می‌رود که رخدادهای آن چهار سال بعد از متال گیر سالید ۴: سلاح‌های میهن‌پرستان اتفاق می‌افتد. این بازی در ای۳ ۲۰۰۹ برای ایکس‌باکس ۳۶۰ پلی‌استیشن ۳ و مایکروسافت ویندوز معرفی شد و از عناوین انحصاری پلی‌استیشن ۳ خارج گشت. همچنین از این بازی با عنوان یکی از بازی‌هایی که با آن بیشترین میم اینترنتی ساخته شده‌است یاد می‌شود.

## موضوع

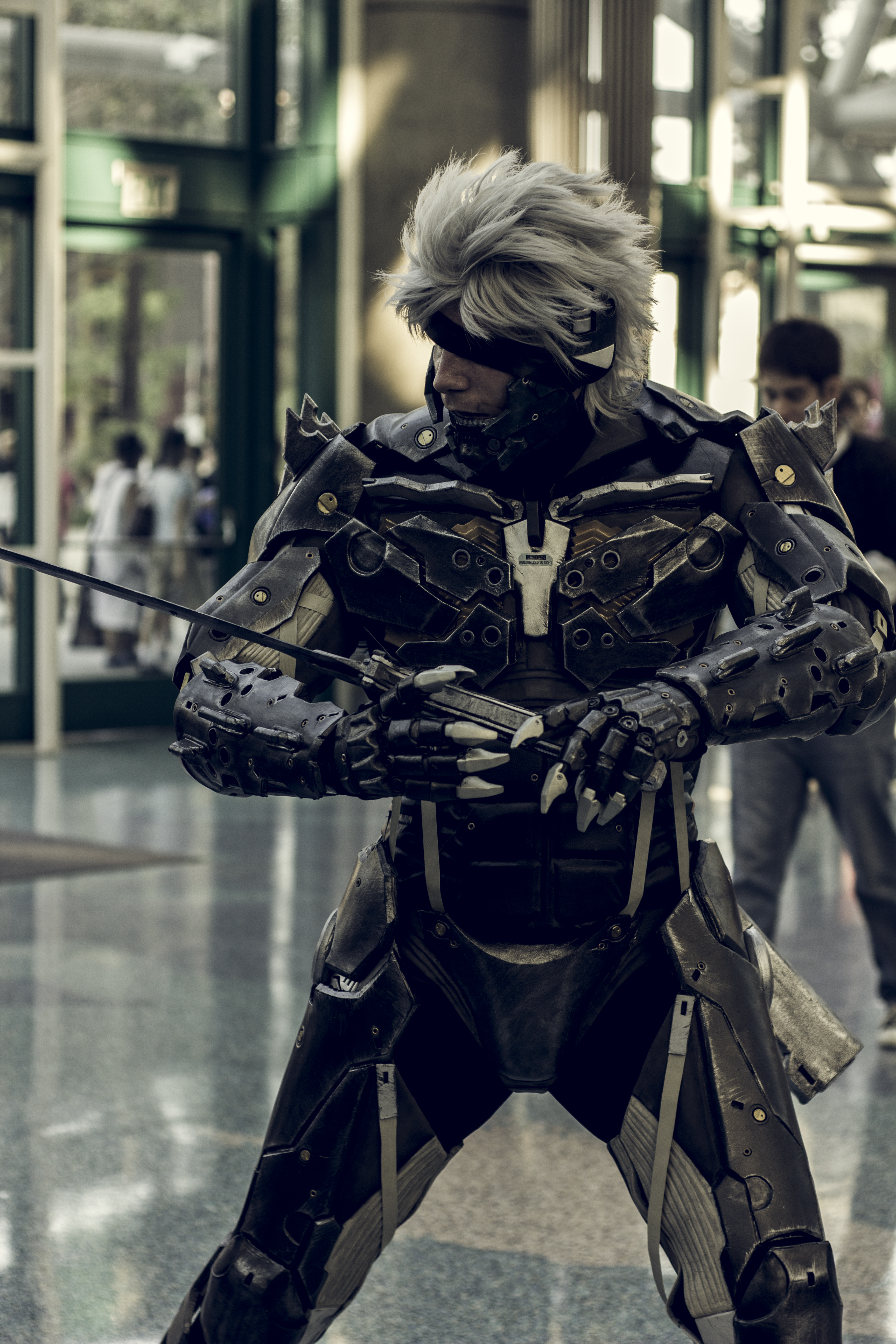
جف سیگرت

رایدن شخصیت اصلی و قابل کنترل در فرزندان آزادی، شخصیت اصلی این بازی نیز است، که به شکل یک سایبورگ نینجا در طول رخدادهای متال گیر سالید ۴: سلاح‌های میهن‌پرستان توسط مهین پرستان تبدیل شده بود بازگشته است داستان بازی ۴ سال بعد از نسخه قبل در سال ۲۰۱۸ روایت می‌شود رایدن بخاطر امرار معاش در شرکت خصوصی نظامی (pmc) کار می‌کند در جریان مأموریت پشتیبانی از نخست‌وزیر آفریقا جنوبی در آفریقا گروه ناشناس از مزدوران متعلق به یک شرکت نظامی نشناخته بر کاروان حمله می‌کند در جریان حمله نخست‌وزیری ربوده می‌شود رایدن در تلاش برای نجات نخست‌وزیر به دنبال گروه مزدوران می‌رود ولی نخست‌وزیر توسط رهبر گروه از بین می‌رود رایدن در نبرد فردی به اسم سم به شکل جدی آسیب می ببیند و دست راستش قطع می‌گردد با این حال توسط گروه پشتیبانی نجات پیدا می‌کند درواین جریان رایدن با بدن سایبورگ جدید خویش آماده پیدا کردن عوامل و انتقام می‌کند

## داستان
خط داستانی طلوع پس از نسخهٔ چهارم اتفاق می‌افتد و بازیکن نقش رایدن را در این بازی اکشن، ایفا می‌کنند.

## محتوای قابل دانلود
محتوای قابل دانلود بازی شامل پنج بدن سایبورگ برای رایدن، یک مأموریت VR و دو خط داستانی است.

### نوع بدن‌ها
| بدن                | ژاپن                  | آمریکای شمالی                | اروپا                       | توضیحات |
| ------------------ | --------------------- | ---------------------------- | --------------------------- | --- |
| سایبورگ نینجا      | کونامی استایل         | گیم استاپ                    | جزئی از بازی                | لباس رایدن همانند گری فاکس در نسخه اصلی متال گیر سالیداست. در این حالت سلاح اصلی رایدن شمشیر فاکس نام دارد. |
| رایدن (متال گیر ۴) | Amazon.co.jp          | محتوای قابل دانلود استاندارد | محتوای قابل دانلود ستاندارد | لباس رایدن به همراه «بدن اصلی» او در سلاح‌های میهن پرستان .                                                  |
| زره سفید           | کونامی استایل، L-Paca | Best Buy                     | Zavvi.com                   | A white version of Raiden's Custom Body which allows him to carry more recovery items.                      |
| زره دوزخ           | Tsutaya               | Amazon.com                   | Game                        | A crimson version of Raiden's Custom Body which allows him to carry more throwing explosives.               |
| زره کوماندو        | Geo Corporation       | N/A                          | Amazon.co.uk                | An olive drab version of Raiden's Custom Body which allows him to carry more rocket launchers.              |

## بازتاب‌ها
| گردآورنده | امتیاز                                 |
| --------- | -------------------------------------- |
| متاکریتیک | (PC) 83/100 (X360) 82/100 (PS3) 80/100 |

| ناشر                | امتیاز  |
| ------------------- | ------- |
| سی‌وی‌جی              | 7.5/10  |
| یوروگیمر            | 9/10    |
| فامیتسو             | 39/40   |
| گیم اینفورمر        | 7.75/10 |
| گیم‌اسپات            | 8.5/10  |
| گیمزتی‌ام            | 9/10    |
| گیم‌تریلرز           | 9.2/10  |
| آی‌جی‌ان              | 8.5/10  |
| پلی                 | 91%     |
| پولیگان             | 9/10    |
| Dengeki PlayStation | 365/400 |
| The Escapist        | 4/5     |

## پوند به بیرون
- Metal Gear Solid: Rising  در ویکی متال گیر,  ویکی خارجی
- Kojima Productions E3 2009 site